# 1614 Goldschmidt
Az 1614 Goldschmidt (ideiglenes jelöléssel 1952 HA) a Naprendszer kisbolygóövében található aszteroida. Schmitt, A. fedezte fel 1952. április 18-án, Uccleban.